# Soap Opera Digest Awards
 (octobre 2022).
Motif : A mettre par ordre chronologique, à wikifier (notamment titres en italique à...)
Le Soap Opera Digest Awards est une remise de prix organisée par le magazine hebdomadaire américain de télévision Soap Opera Digest (en). Ces prix ont été fondés en 1984 pour prendre la suite des Soapy Awards (en) lancés en 1977. Ils ont été attribués jusqu'en 2005. Ces prix visaient à promouvoir l'excellence dans les feuilletons télévisés (soap opera) et étaient décernés par les lecteurs du magazine.

## Lauréats par année

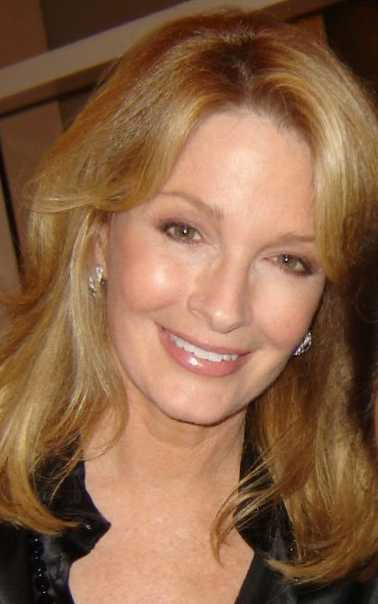
Deidre Hall, meilleur couple en 2005 avec Drake Hogestyn.

### 2005[2],[3]
- Meilleur couple : Deidre Hall et Drake Hogestyn dans Des jours et des vies (Days of our Lives)
- Meilleur nouveau couple : Bryan Dattilo et Alison Sweeney dans Des jours et des vies (Days of our Lives)
- Meilleur retour : Judi Evans dans Des jours et des vies (Days of our Lives)
- Meilleure série : Hôpital central (General Hospital)créée par Frank Hursley (en) et Doris Hursley (en)
- Meilleur jeune acteur ou jeune actrice adolescent : Kristen Alderson dans On ne vit qu'une fois (One Life to Live)
- Meilleur trio : Melissa Archer (en), Michael Easton et Renée Elise Goldsberry dans On ne vit qu'une fois (One Life to Live)
- Meilleur vilain : Ted King dans Hôpital central (General Hospital)
- Meilleur acteur : Maurice Benard (en) dans Hôpital central (General Hospital)
- Meilleure actrice : Tamara Braun dans Hôpital central (General Hospital)
- Révélation masculine : Justin Bruening dans La Force du destin (All My Children)
- Meilleur second rôle masculin : Rick Hearst (en) dans Hôpital central (General Hospital)
- Meilleur second rôle féminin : Alison Sweeney dans Des jours et des vies (Days of our Lives)
- Meilleur jeune acteur : Scott Clifton dans Hôpital central (General Hospital)
- Meilleure jeune actrice : Eden Riegel dans La Force du destin (All My Children)
- Meilleure vilaine : Colleen Zenk (en) dans As the World Turns
- Révélation féminine : Heather Lindell dans Des jours et des vies (Days of our Lives)

### 2003[4],[5]
- Meilleur couple : Kristian Alfonso et Peter Reckell dans Des jours et des vies (Days of our Lives)
- Meilleur retour : Vanessa Marcil dans Hôpital central (General Hospital)
- Meilleure série : Hôpital central (General Hospital)créée par Frank Hursley (en) et Doris Hursley (en)
- Meilleur acteur : Maurice Benard (en) dans Hôpital central (General Hospital)
- Meilleure actrice : Michelle Stafford dans Les Feux de l'amour (The Young and the Restless)
- Révélation : Melissa Archer (en) dans On ne vit qu'une fois (One Life to Live)
- Meilleur second rôle masculin : Steve Burton dans Hôpital central (General Hospital)
- Meilleur second rôle féminin : Nancy Lee Grahn (en) dans Hôpital central (General Hospital)
- Meilleur jeune acteur : Kyle Lowder (en) dans Des jours et des vies (Days of our Lives)
- Meilleure jeune actrice : Rebecca Budig dans La Force du destin (All My Children)
- Meilleur rebondissement : Hôpital central (General Hospital) créée par Frank Hursley (en) et Doris Hursley (en)
- Prix diamant soapnet : Susan Lucci

### 2001[6],[7]
- Meilleur couple : Kristian Alfonso et Peter Reckell dans Des jours et des vies (Days of our Lives)
- Meilleure série : Des jours et des vies (Days of our Lives) créée par Ted Corday (en), Betty Corday (en), Irna Phillips et Allan Chase (en)
- Meilleur scénario : Des jours et des vies (Days of our Lives) créée par Ted Corday (en), Betty Corday (en), Irna Phillips et Allan Chase (en)
- Meilleur jeune acteur ou jeune actrice enfant : Kirsten Storms dans Des jours et des vies (Days of our Lives)
- Révélation féminine : Eden Riegel dans La Force du destin (All My Children)
- Meilleure performance « crève-l'écran » féminine : Robin Strasser (en) dans Passions
- Meilleur héro : Robin Strasser (en) dans Passions
- Meilleure héroïne : McKenzie Westmore (en) dans Passions
- Meilleur acteur : Eric Braeden dans Les Feux de l'amour (The Young and the Restless)
- Meilleure actrice : Melody Thomas Scott dans Les Feux de l'amour (The Young and the Restless)
- Révélation masculine : Chad Brannon (en) dans Hôpital central
- Meilleure performance « crève-l'écran » masculine : Josh Ryan Evans dans Passions
- Meilleur second rôle masculin : John Aniston dans Des jours et des vies (Days of our Lives)
- Meilleur second rôle féminin : Nancy Lee Grahn (en) dans Hôpital central (General Hospital)
- Meilleur vilain : Rick Hearst (en) dans Les Feux de l'amour (The Young and the Restless)
- Meilleure vilaine : Arianne Zucker dans Des jours et des vies (Days of our Lives)
- Meilleur jeune acteur : Jason Cook dans Des jours et des vies (Days of our Lives)
- Meilleur jeune actrice : Alison Sweeney dans Des jours et des vies (Days of our Lives)

### 2000[8]
- Meilleur acteur : Maurice Benard (en) dans Hôpital central (General Hospital)
- Meilleure actrice : Sarah Brown (en) dans Hôpital central (General Hospital)
- Meilleur couple : Erika Slezak (en) et Mark Derwin (en) dans On ne vit qu'une fois (One Life to Live)
- Meilleur retour : Finola Hughes dans La Force du destin (All My Children)
- Meilleure performance « crève-l'écran » : Josh Ryan Evans dans Passions
- Meilleure série : Hôpital central (General Hospital) créée par Frank Hursley (en) et Doris Hursley (en)

## Lauréats par catégorie

### Meilleur couple

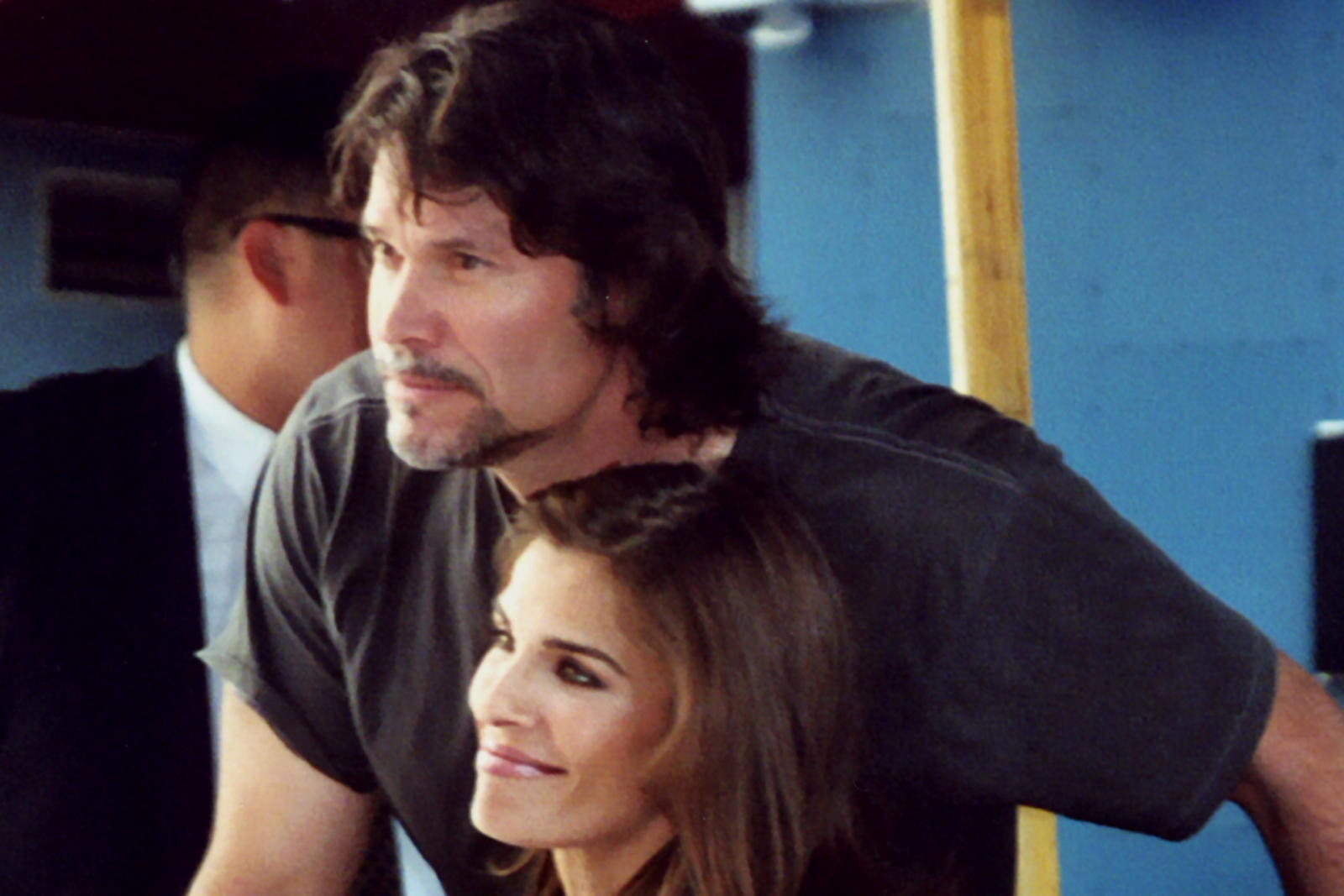
Kristian Alfonso et Peter Reckell meilleur couple 2003.

- 2005 : Deidre Hall et Drake Hogestyn dans Des jours et des vies (Days of our Lives)
- 2003 : Kristian Alfonso et Peter Reckell dans Des jours et des vies (Days of our Lives)
- 2001 : Kristian Alfonso et Peter Reckell dans Des jours et des vies (Days of our Lives)
- 2000 : Erika Slezak (en) et Mark Derwin (en) dans On ne vit qu'une fois (One Life to Live)

### Meilleur nouveau couple
- 2005 : Bryan Dattilo et Alison Sweeney dans Des jours et des vies (Days of our Lives)

### Meilleur retour
- 2005 : Judi Evans dans Des jours et des vies (Days of our Lives)
- 2003 : Vanessa Marcil dans Hôpital central (General Hospital)
- 2000 : Finola Hughes dans La Force du destin (All My Children)

### Meilleure série
- 2005 : Hôpital central créée par Frank Hursley (en) et Doris Hursley (en)
- 2003 : Hôpital central créée par Frank Hursley (en) et Doris Hursley (en)
- 2001 : Des jours et des vies (Days of our Lives) créée par Ted Corday (en), Betty Corday (en), Irna Phillips et Allan Chase (en)
- 2000 : Hôpital central (General Hospital) créée par Frank Hursley (en) et Doris Hursley (en)

### Meilleur jeune acteur ou jeune actrice adolescent ou enfant
- 2005 : Kristen Alderson dans On ne vit qu'une fois (One Life to Live) (adolescent - teen)
- 2001 : Kirsten Storms dans Des jours et des vies (Days of our Lives) (enfant - child)

### Meilleur trio
- 2005 : Melissa Archer (en), Michael Easton et Renée Elise Goldsberry dans On ne vit qu'une fois (One Life to Live)

### Meilleur vilain
- 2005 : Ted King dans Hôpital central (General Hospital)
- 2001 : Rick Hearst (en) dans Les Feux de l'amour (The Young and the Restless)

### Meilleur acteur
- 2005 : Maurice Benard (en) dans Hôpital central (General Hospital)
- 2003 : Maurice Benard (en) dans Hôpital central (General Hospital)
- 2001 : Eric Braeden dans Les Feux de l'amour (The Young and the Restless)
- 2000 : Maurice Benard (en) dans Hôpital central (General Hospital)

### Meilleure actrice
- 2005 : Tamara Braun dans Hôpital central (General Hospital)
- 2003 : Michelle Stafford dans Les Feux de l'amour (The Young and the Restless)
- 2001 : Melody Thomas Scott dans Les Feux de l'amour (The Young and the Restless)
- 2000 : Sarah Brown (en) dans Hôpital central (General Hospital)

### Révélation
- 2005 : Justin Bruening dans La Force du destin (All My Children) (rôle masculin)
- 2005 : Heather Lindell dans Des jours et des vies (Days of our Lives) (rôle féminin)
- 2003 : Melissa Archer (en) dans On ne vit qu'une fois (One Life to Live)
- 2001 : Eden Riegel dans La force du destin (All My Children) (rôle féminin)
- 2001 : Chad Brannon (en) dans Hôpital central (General Hospital) (rôle masculin)

### Meilleur second rôle masculin
- 2005 : Rick Hearst (en) dans Hôpital central (General Hospital)
- 2003 : Steve Burton dans Hôpital central (General Hospital)
- 2001 : John Aniston dans Des jours et des vies (Days of our Lives)

### Meilleur second rôle féminin
- 2005 : Alison Sweeney dans Des jours et des vies (Days of our Lives)
- 2003 : Nancy Lee Grahn (en) dans Hôpital central (General Hospital)
- 2001 : Nancy Lee Grahn (en) dans Hôpital central (General Hospital)

### Meilleur jeune acteur
- 2005 : Scott Clifton dans Hôpital central (General Hospital)
- 2003 : Kyle Lowder (en) dans Des jours et des vies (Days of our Lives)
- 2001 : Jason Cook dans Des jours et des vies (Days of our Lives)

### Meilleure jeune actrice
- 2005 : Eden Riegel dans La force du destin (All My Children)
- 2003 : Rebecca Budig dans La force du destin (All My Children)
- 2001 : Alison Sweeney dans Des jours et des vies (Days of our Lives)

### Meilleure vilaine
- 2005 : Colleen Zenk (en) dans As the World Turns
- 2001 : Arianne Zucker dans Des jours et des vies (Days of our Lives)

### Meilleur rebondissement
- 2003 : Hôpital central (General Hospital)créée par Frank Hursley (en) et Doris Hursley (en)

### Prix Diamant Soapnet
- 2003 : soapnet : Susan Lucci

### Meilleur scénario
- 2001 : Des jours et des vies (Days of our Lives) créée par Ted Corday (en), Betty Corday (en), Irna Phillips et Allan Chase (en)

### Meilleure performance «crève-l'écran » féminine
- 2001 : Robin Strasser (en) dans Passions (rôle féminin)
- 2001 : Josh Ryan Evans dans Passions (rôle masculin)
- 2000 : Josh Ryan Evans dans Passions

### Meilleur héros
- 2001 : Robin Strasser (en) dans Passions